# Trevor Lennen
Trevor Lennen (5 giugno 1983) è un calciatore beliziano, centrocampista del Police United e della Nazionale beliziana.

## Carriera

### Club
Gioca dal 2003 al 2004 al Real Verdes. Nel 2004 si trasferisce all'Hankook Verdes. Nel 2006 passa al Fruta Conquerors. Nel 2007 torna all'Hankook Verdes, con cui vince il campionato nel 2008. Nel 2012 viene acquistato dal Police United.

### Nazionale
Debutta in Nazionale il 19 febbraio 2005, in Guatemala-Belize (2-0) . Mette a segno la sua prima rete con la maglia della Nazionale il 22 gennaio 2013, in Nicaragua-Belize (1-2), in cui mette il gol del momentaneo 0-1.

## Palmarès

### Club

#### Competizioni nazionali
- Premier League del Belize: 2

Hankook Verdes: 2007-2008
Police United: 2015-2016